# Antics alfabets itàlics
Els antics alfabets itàlics són un grup de sistemes d'escriptura arcaics similars entre ells utilitzats a la península itàlica entre els anys 700 aC i 100 aC, per diverses llengües d'aquella època. El membre més notable és l'alfabet etrusc, el qual va ser l'avantpassat immediat de l'alfabet llatí, que és actualment el sistema d'escriptura utilitzat per més llengües i per més usuaris del món. Es creu que els alfabets rúnics utilitzats al nord d'Europa es van desenvolupar de forma independent derivats d'aquests alfabets al segle ii.

## Orígens
Els antics alfabets itàlics deriven clarament de l'alfabet fenici, aparentment a través de la variant eubea de l'alfabet grec, que s'utilitzava a les colònies gregues eubees de Cumes i Ischia, a la Badia de Nàpols al segle viii aC. Els etruscos eren la civilització capdavantera de la península en aquest període, i es creu que els altres alfabets itàlics van derivar d'aquest, tot i que alguns d'ells, incloent-hi l'alfabet llatí, conservaven certes lletres gregues que els mateixos etruscos van desestimar en un estadi força primerenc.
Els antics alfabets itàlics eren utilitzats per diferents llengües, que inclouen algunes llengües indoeuropees (predominantment de la branca itàlica, però també celta o germànica) i algunes no indoeuropees (com el mateix etrusc).

## Alfabets relacionats amb l'etrusc
La taula següent mostra els antics alfabets itàlics que es creu que estan relacionats amb l'alfabet etrusc. Els símbols que es consideren corresponents es col·loquen a la mateixa columna. Molts símbols es produeixen amb dues o més formes variants en un mateix alfabet; només es mostra una variant aquí. Les notacions [←] i [→] indiquen que les formes mostrades es van utilitzar per escriure de dreta a esquerra i d'esquerra a dreta, respectivament.
Avís:  per a les llengües marcades amb [?] les lletres que apareixen a la taula són les que corresponen a la font Unicode del navegador per als punts de codi corresponents al bloc Unicode itàlic antic. El mateix punt de codi representa diferents formes de símbols en diferents idiomes; per tant, per visualitzar adequadament les imatges d'aquests glifs, cal utilitzar una font Unicode específica de la llengua. 
| Fenici                                |   |   |   |   |   |   |    |    |    |   |   |   |   |   |   |   |   |    |   |   |   |   |    |    |    |    |   |   |   |   |
| Lletra [←]                            |   |   |   |   |   |   |    |    |    |   |   |   |   |   |   |   |   |    |   |   |   |   |    |    |    |    |   |   |   |   |
| Valor                                 | ʾ | b | g | d | h | w | z  | ḥ  | ṭ  | y | k | l | m | n | s | ʿ | p | ṣ  | q | r | š | t |    |    |    |    |   |   |   |   |
| Alfabet grec occidental               |   |   |   |   |   |   |    |    |    |   |   |   |   |   |   |   |   |    |   |   |   |   |    |    |    |    |   |   |   |   |
| Lletra [→]                            |   |   |   |   |   |   |    |    |    |   |   |   |   |   |   |   |   |    |   |   |   |   |    |    |    |    |   |   |   |   |
| Valor                                 | a | b | g | d | e | w | zd | h  | tʰ | i | k | l | m | n |   | o | p | s  | k | r | s | t | u  | ks | pʰ | kʰ |   |   |   |   |
| Transcripció                          | Α | Β | Γ | Δ | Ε | Ϝ | Ζ  | Η  | Θ  | Ι | Κ | Λ | Μ | Ν | Ξ | Ο | Π | Σ  | Ϙ | Ρ | Σ | Τ | Υ  | Χ  | Φ  | Ψ  |   |   |   |   |
| Etrusc - Des del segle VII aC         |   |   |   |   |   |   |    |    |    |   |   |   |   |   |   |   |   |    |   |   |   |   |    |    |    |    |   |   |   |   |
| Marsiliana [?][→]                     | 𐌀 | 𐌁 | 𐌂 | 𐌃 | 𐌄 | 𐌅 | 𐌆  | 𐌇  | 𐌈  | 𐌉 | 𐌊 | 𐌋 | 𐌌 | 𐌍 | 𐌎 | 𐌏 | 𐌐 | 𐌑  | 𐌒 | 𐌓 | 𐌔 | 𐌕 | 𐌖  | 𐌗  | 𐌘  | 𐌙  |   |   |   |   |
| Arcaica [?][→]                        | 𐌀 |   | 𐌂 |   | 𐌄 | 𐌅 | 𐌆  | 𐌇  | 𐌈  | 𐌉 | 𐌊 | 𐌋 | 𐌌 | 𐌍 |   |   | 𐌐 | 𐌑  | 𐌒 | 𐌓 | 𐌔 | 𐌕 | 𐌖  | 𐌗  | 𐌘  | 𐌙  | 𐌚 |   |   |   |
| Posterior [?][→]                      | 𐌀 |   | 𐌂 |   | 𐌄 | 𐌅 | 𐌆  | 𐌇  | 𐌈  | 𐌉 |   | 𐌋 | 𐌌 | 𐌍 |   |   | 𐌐 | 𐌑  |   | 𐌓 | 𐌔 | 𐌕 | 𐌖  |    | 𐌘  | 𐌙  | 𐌚 |   |   |   |
| Valor                                 | a |   | k |   | e | v | ts | h  | th | i | k | l | m | n |   |   | p | sh | k | r | s | t | u  |    | ph | kh | f |   |   |   |
| Transcripció                          | a |   | c |   | e | v | z  | h  | θ  | i | k | l | m | n |   |   | p | ś  | q | r | s | t | u  |    | φ  | χ  | f |   |   |   |
| Osc - Des del segle v aC              |   |   |   |   |   |   |    |    |    |   |   |   |   |   |   |   |   |    |   |   |   |   |    |    |    |    |   |   |   |   |
| Lletra [←]                            |   |   |   |   |   |   |    |    |    |   |   |   |   |   |   |   |   |    |   |   |   |   |    |    |    |    |   |   |   |   |
| Valor                                 | a | b | g | d | ɛ | v | ts | x? |    | i | k | l | m | n |   |   | p |    |   | r | s | t | o: |    |    |    | f | o | e |   |
| Transcripció                          | A | B | G | D | E | V | Z  | H  |    | I | K | L | M | N |   |   | P |    |   | R | S | T | U  |    |    |    | F | Ú | Í |   |
| Lepòntic - Dels segles VII al V aC    |   |   |   |   |   |   |    |    |    |   |   |   |   |   |   |   |   |    |   |   |   |   |    |    |    |    |   |   |   |   |
| Lletra [?][→]                         | 𐌀 |   |   |   | 𐌄 | 𐌅 | 𐌆  |    | 𐌈  | 𐌉 | 𐌊 | 𐌋 | 𐌌 | 𐌍 |   | 𐌏 | 𐌐 | 𐌑  |   | 𐌓 | 𐌔 | 𐌕 | 𐌖  | 𐌗  |    |    |   |   |   |   |
| Valor                                 |   |   |   |   |   |   |    |    |    |   |   |   |   |   |   |   |   |    |   |   |   |   |    |    |    |    |   |   |   |   |
| Transcripció                          | A |   |   |   | E | V | Z  |    | Θ  | I | K | L | M | N |   | O | P | Ś  |   | R | S | T | U  | X  |    |    |   |   |   |   |
| Picè meridional - Des del segle vi aC |   |   |   |   |   |   |    |    |    |   |   |   |   |   |   |   |   |    |   |   |   |   |    |    |    |    |   |   |   |   |
| Lletra [?][→]                         | 𐌀 | 𐌁 | 𐌂 | 𐌃 | 𐌄 | 𐌅 |    | 𐌇  |    | 𐌉 | 𐌊 | 𐌋 | 𐌌 | 𐌍 |   | 𐌏 | 𐌐 |    | 𐌒 | 𐌓 | 𐌔 | 𐌕 | 𐌖  |    |    |    | 𐌚 | 𐌞 | 𐌝 | 𐌟 |
| Valor                                 |   |   |   |   |   |   |    |    |    |   |   |   |   |   |   |   |   |    |   |   |   |   |    |    |    |    |   |   |   |   |
| Transcripció                          | A | B | G | D | E | V |    | H  |    | I | K | L | M | N |   | O | P |    | Q | R | S | T | U  |    |    |    | F | Ú | Í | * |

### Alfabet etrusc
Diverses llengües indoeuropees pertanyents a la branca itàlica (el falisc i membres del grup oscoumbre, incloent osc, umbre, i picè meridional, i altres branques indoeuropees com el celta, el venètic i el messapi) van utilitzar originalment l'alfabet.

### Alfabet nucerià
L'alfabet nucerià es basa en inscripcions que es troben al sud d'Itàlia (Nocera Superiore, Sorrento, Vico Equense i altres llocs). S'ha testificat només entre els segles VI i V aC. El signe més important és la / S /, amb forma d'avet i possiblement una derivació de l'alfabet fenici.

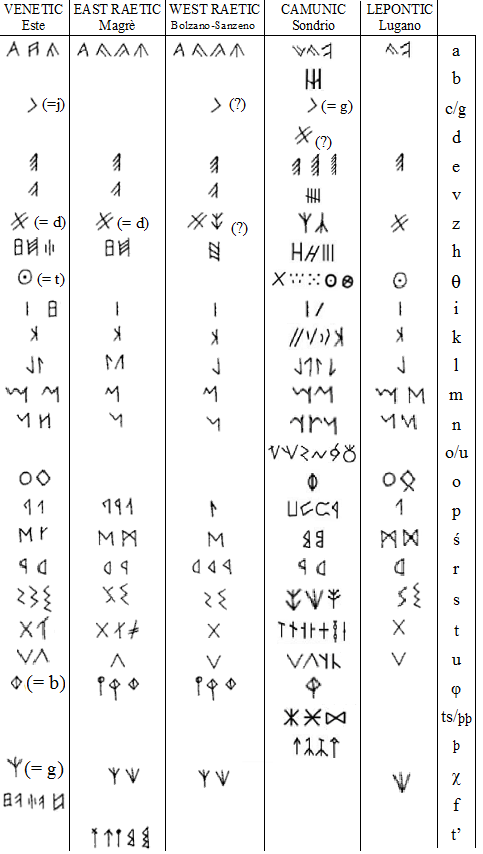
Els alfabets d'Este (Venètic),el magrè i rètic, el camúnic (de Sondrio), i el lepòntic (de Lugano)

Falten a la taula anterior:
- Venètic
- Falisc
- Umbre
- Picè sepentrional
- Messapi
- Rètic
- Camúnic

### Alfabets rètics
L'alfabet de Sanzeno (també de Bolzano), unes 100 inscripcions rètiques. L'alfabet de Magrè (de Margreid an der Weinstraße, actual Tirol del Sud), inscripcions rètiques orientals.

### Alfabet venètic
Alfabet d'Este (al Vènet): similar però no idèntic al de Magrè, inscripcions Venètiques.

### Alfabet camúnic
Abecedari gravat en inscripcions rupestres a Valcamonica, relacionat amb els camuns.

## Alfabet llatí

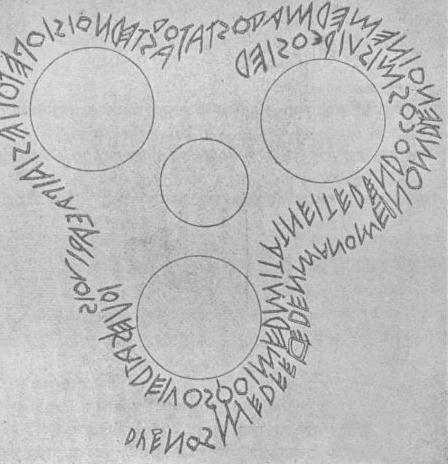
Inscripció de Duenos,

21 de les 26 lletres etrusques arcaiques foren adoptades pel llatí antic a partir del segle vii aC, directament des de l'alfabet grec eubeà de Cumes, o bé a través de les formes etrusques arcaiques, si es compara amb l'alfabet etrusc clàssic que conserva B, D, K, O, Q, X, però elimina Θ, Ś, Φ, Ψ i F. (la U etrusca és la V llatina; la V etrusca és la F llatina).
| 𐌀 | 𐌁 | 𐌂 | 𐌃 | 𐌄 | 𐌅 | 𐌆 | 𐌇 | 𐌉 | 𐌊 | 𐌋 | 𐌌 | 𐌍 | 𐌏 | 𐌐 | 𐌒 | 𐌓 | 𐌔 | 𐌕 | 𐌖 | 𐌗 |
| A | B | C | D | I | F | Z | H | I | K | L | M | N | O | P | Q | R | S | T | V | X |

## Alfabet picè meridional
L'alfabet picè meridional, conegut d'ençà el segle VI aC, s'assembla majoritàriament a l'alfabet etrusc meridional en què utilitza Q per /k/ i K per a /g/. El signe ⟨.⟩ és una reducció de ⟨o⟩ i ⟨:⟩ és una reducció de ⟨8⟩ utilitzada per /f/

## Unicode
Els alfabets italics antics es van unificar i es van afegir a la norma Unicode el març del 2001 amb el llançament de la versió 3.1. El bloc Unicode per a itàlic antic és des d'U + 10300 fins a U + 1032F sense especificació d'un alfabet particular (és a dir, es consideren equivalents els alfabets itàlics antics i el tipus de lletra en determina la variant).
La direcció d'escriptura (de dreta a esquerra, d'esquerra a dreta o de boustrofedon) varia en funció de l'idioma i fins i tot del període. Per senzillesa, la majoria d'estudiosos utilitzen d'esquerra a dreta i aquesta és la direcció predeterminada d'Unicode per al bloc itàlic antic. Per aquesta raó, els glifs del gràfic de codis es mostren amb orientació d'esquerra a dreta. Plantilla:Unicode chart Old Italic